# Убур-Дзокойское сельское поселение
Се́льское поселе́ние «Убу́р-Дзоко́йское» (бур. Өвөр-Дзокойн hомон) — муниципальное образование в Селенгинском районе Бурятии Российской Федерации.
Административный центр — улус Нур-Тухум. Включает три населённых пункта.

## География
МО СП «Убур-Дзокойское» находится в южной части района на правобережье реки Селенги. На юге и юго-западе граничит, соответственно, с Кяхтинским (по Хурайскому хребту) и Джидинским (по Селенге) районами Бурятии, на западе и северо-западе по реке Селенге — с МО СП «Селендума», на севере (по Селенге) и востоке (по восточным отрогам Боргойского хребта) — с МО СП «Новоселенгинское».

## История
Статус и границы сельского поселения установлены Законом Республики Бурятия от 31 декабря 2004 года № 985-III «Об установлении границ, образовании и наделении статусом муниципальных образований в Республике Бурятия»

## Население
| 2002 | 2011  | 2012  | 2013  | 2014  | 2015 | 2016 |
| ---- | ----- | ----- | ----- | ----- | ---- | ---- |
| 1006 | ↗1024 | ↗1027 | ↘1009 | ↘999  | ↘978 | ↘967 |
| 2017 | 2018  | 2019  | 2020  | 2021  | 2023 | 2024 |
| ↗977 | ↗986  | ↘950  | ↘921  | ↗1017 | ↘978 | ↘967 |

## Состав сельского поселения
| № | Населённый пункт | Тип населённого пункта       | Население |
| - | ---------------- | ---------------------------- | --------- |
| 1 | Дэбэн            | улус                         | ↘158      |
| 2 | Енхор            | улус                         | ↗195      |
| 3 | Нур-Тухум        | улус, административный центр | ↗674      |